# وليام ويلي
كان ويليام ويلي (24 آيار 1794 - 6 آذار 1866) موسوعياً إنكليزياً، وعالماً، وقساً أنجليكيًا، وفيلسوفاً، وعالماً لاهوتياً، ومؤرخاً للعلوم. وكان مدرسًا في كلية الثالوث، في كامبردج. في وقته كطالب هناك، حقق التمييز في كل من الشعر والرياضيات.
و أكثر ما يلاحظ حوله هو اتساع مساعيه. في وقت يزداد فيه التخصص، يظهر ويلي كأثر في حقبة سابقة عندما كان الفلاسفة الطبيعيون يتجاذبون قليلاً في كل شيء. بحث في المد والجزر في المحيطات (الذي فاز بالميدالية الملكية)، ونشر أعماله في مجالات الميكانيكا والفيزياء والجيولوجيا وعلم الفلك والاقتصاد، في الوقت الذي وجد فيه الوقت أيضاً لتأليف الشعر، وتأليف مقال عن اللاهوت الطبيعي، وترجمة أعمال غوته. وكتابة الخطب والمذاهب اللاهوتية. في الرياضيات، قدم ويلوي ما يسمى الآن معادلة «ويلويل»، وهي معادلة تحدد شكل منحنى دون الإشارة إلى نظام إحداثيات اُخْتِير بشكل عشوائي.
واحدة من أعظم عطاياه في العلم كانت كلماته. غالباً ما كان يقابل العديد من الأشخاص في مجاله وساعدهم في التوصل إلى بنود جديدة لاكتشافاتهم. ساهم ويلويل في المصطلحات العلمية والفيزيائية واللغويات والمطامع والكوارث والتوحيدية والاستجماتيزم وغيرها. واقترح المصطلحات (إلكترود، أيون، عازل كهربائي، أنود، وكاثود) لـ فاراداي.
و قد توفي في كامبريدج في عام 1866 نتيجة سقوطه من على الحصان.

## اهتمام ويلي بفن العمارة
و إلى جانب العلم، كان ويلي مهتماً أيضاً بتاريخ العمارة طوال حياته. اشتهر كتاباته في العمارة القوطية، وعلى وجه التحديد كتابه، ملاحظات معمارية على الكنائس الألمانية (نشرت لأول مرة في عام 1830). في هذا العمل، أسس ويلي تصنيفاً صارماً للكنائس القوطية الألمانية وتوصل إلى نظرية تطوير الأسلوب. يرتبط عمله مع «الاتجاه العلمي» للكتاب المعماريين، جنباً إلى جنب مع توماس ريكمان وروبرت ويليس.
دفع من موارده الخاصة لبناء اثنين من الغرف الجديدة في كلية الثالوث، كامبريدج، بنيت على النمط القوطي. اكتملت المحكمتان في عام 1860 أي (بعد وفاتهه) في عام 1868، وتمت تسميتهما الآن باسم محكمة ويلويل.

## عمله بالفلسفة والأخلاقيات
بين عامي 1835 و 1861 أنتج «ويلي» أعمالاً مختلفة حول فلسفة الأخلاق والسياسة، وقد نشر أكبرها «عناصر الأخلاق»، بما في ذلك «السياسة»، في عام 1845. خصوصية هذا العمل - مكتوبة بما يُعرف باسم الحدس - تقسيمها الخمس في نوابض العمل وأهدافها، من حقوق الإنسان الأساسية والعالمية (الأمن الشخصي، الملكية، العقد، حقوق الأسرة والحكومة)، والفضائل الأساسية (الخير، العدل، الحقيقة، النقاء والنظام).

## روابط خارجية
- وليام ويلي على موقع الموسوعة البريطانية (الإنجليزية)